# Baino di Thérouanne
Baino di Thérouanne (VII secolo – 711) è venerato come santo dalla Chiesa cattolica.

## Biografia
Baino nacque nel VII secolo in Francia. Divenne monaco colombaniano a Fontenelle sotto san Vandregisilo. Nel 685 fu nominato vescovo di Thérouanne, che allora comprendeva Calais. Da lì si impegnò come missionario nel Pas-de-Calais.
Baino dopo dodici anni come vescovo decise di tornare a Fontenelle, e tre anni dopo fu eletto abate. 
Verso la fine della sua vita, Baino venne nominato da Pipino di Herstal (padre di Carlo Martello) abate di Fleury presso Saint-Benoît-sur-Loire vicino a Orléans. Morì nel 711.

## Culto
Il giorno dedicato al santo è il 20 giugno. San Baino di Thérouanne è il principale patrono della città di Calais.